# Лукова (гмина)
Лукова (пол. Łukowa) — сельская гмина (волость) в Польше, входит как административная единица в Билгорайский повет, Люблинское воеводство. Административным центром является посёлок Лукова. Население — 4506 человек (на 2006 год).

## Сельские округа
1. Хмелек
2. Лукова
3. Боровец
4. Осухы
5. Козаки-Осуховске
6. Пискляки
7. Подсоснина-Луковска
8. Шостаки
9. Шараювка

## Соседние гмины

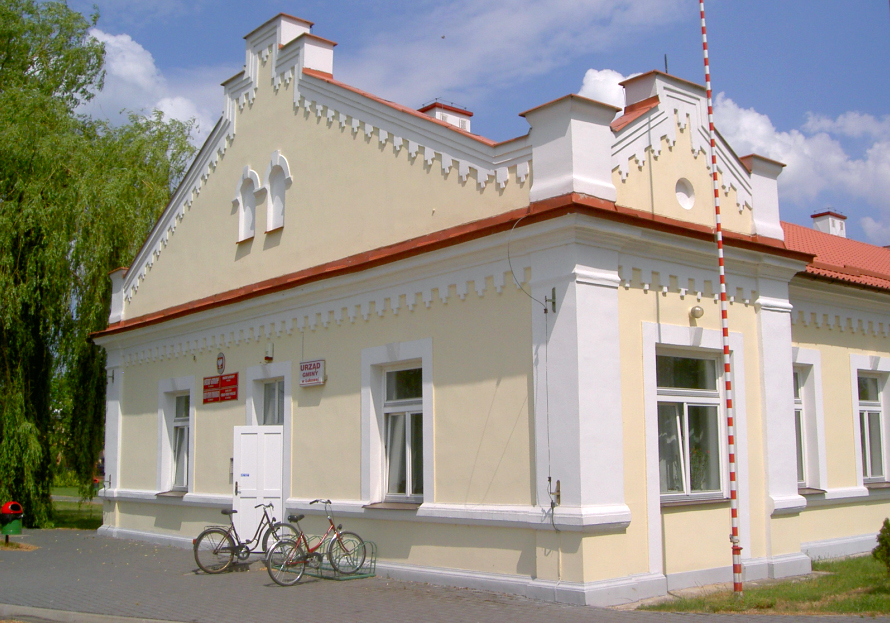
Гмина Лукова

1. Гмина Александрув
2. Гмина Юзефув
3. Гмина Ксенжполь
4. Гмина Обша
5. Гмина Сусец
6. Гмина Тарногруд